# Bell OH-58 Kiowa

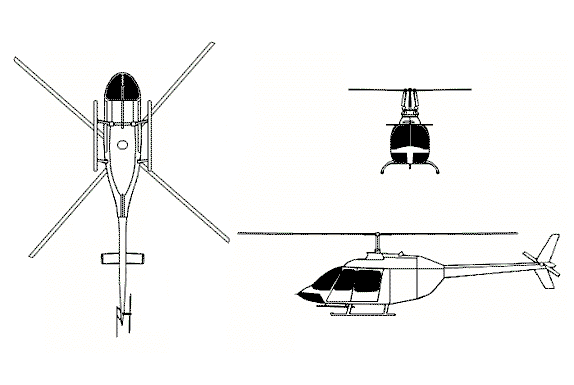

Белл OH-58 «Кайова» (англ. Bell OH-58 Kiowa) — семейство однодвигательных военных вертолетов, используемых для наблюдения, связи и прямой огневой поддержки войск. Производился американской компанией Bell Helicopter на базе гражданской модели Bell 206A JetRanger.
Первоначально OH-58 был разработан в начале 1960-х годов под обозначением D-250 для участия в программе по созданию нового легкого наблюдательного вертолета (LOH - Light Observation Helicopter) для нужд Армии США. В то время как конкурент Hughes OH-6 Cayuse был выбран вместо заявки Bell в мае 1965 года, компания усовершенствовала свой проект, чтобы создать модель Bell 206A, вариант которой она успешно представила на возобновленном конкурсе LOH два года спустя. Первоначальная модель под наименованием OH-58A, была представлена в мае 1969 года. Затем последовали последующие модели, часто с улучшенными двигателями, улучшенными системами защиты и другими усовершенствованиями, кульминацией которых стал вариант OH-58F. Компанией были предложены дальнейшие модернизации вертолёта, такие как перспективная модель OH-58X, но в конечном итоге они так и не были реализованы.
В 1970-х годах армия США заинтересовалась созданием усовершенствованного разведывательного вертолета, для чего OH-58 был доработан, модернизирован и в конечном итоге поставлен в войска под индексом OH-58D Kiowa Warrior. OH-58D предназначен для выполнения задач по вооруженной разведке и огневой поддержки наземных войск. Этот вариант вертолёта оснащен надвтулочной оптической электронной станцией Mast Mounted Sight (MMS) с различными датчиками для обнаружения целей и  возможностью лазерного целеуказания. Еще одной видимой особенностью, присутствующей на большинстве OH-58, является система предупреждения столкновения с проводами (WSPS - Wire Strike Protection System), которая была разработана в 1979 году. Система включает два лезвия, размещаемых над/под кабиной, острую диэлектрическую полосу посреди лобового стекла, установленную под углом 45° от горизонтали, и защитную рамку/отбойник, предотвращающую наматывание провода на привод стеклоочистителя лобового стекла. Ранние версии OH-58 были оснащены двухлопастным несущим винтом, в то время как OH-58D и более новые варианты имеют четырехлопастной винт.
OH-58 в первую очередь производился для нужд Армии США. Всего через два месяца после поступления этого типа на вооружение он был впервые задействован во время войны во Вьетнаме. Армия США будет широко использовать различные модели OH-58 в многочисленных зонах боевых действий на протяжении десятилетий, принимая активное участие в боевых действиях во время войны в Персидском заливе, вторжения в Панаму и войны в Афганистане среди других. В 2017 году армия США решила вывести за штат свои оставшиеся OH-58, используя для целей наблюдения и разведки альтернативные винтокрылые машины, такие как Boeing AH-64 Apache и  UH-72 Lakota, а также увеличивая использование беспилотных летательных аппаратов (БПЛА) для выполнения этих функций. Кроме того, OH-58 экспортировался в Австрию, Канаду, Хорватию, Доминиканскую Республику, Тайвань, Саудовскую Аравию и Грецию. Он также производился по лицензии в Австралии.

## Разработка и производство

### Программа создания лёгкого вертолёта наблюдения

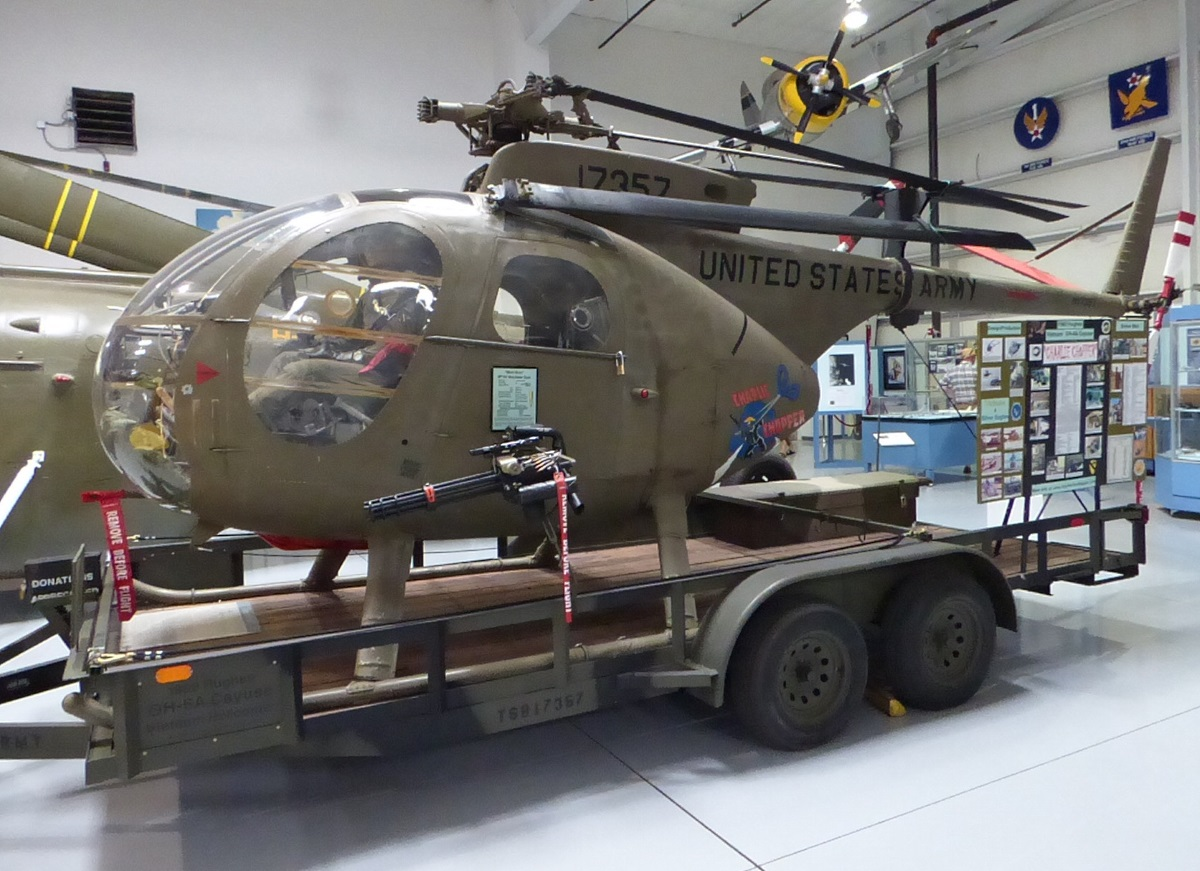
Вертолёт Hughes OH-6A выигравший первоначальный конкурс Армии США на лёгкий вертолёт наблюдения и связи у проекта Bell

В 1961 году фирма Bell наравне с компаниями Hiller Aircraft и Hughes Tool Co. начала разработку легкого разведывательного и связного вертолета второго поколения по конкурсной программе Армии США «Вертолёт Связи и Наблюдения» (LOH — Liaison and Observation Helicopter). Вертолёты по этой программе предназначались для замены легких разведывательных и связных вертолетов первого поколения Bell H-13 Sioux и Hiller ОН-23, оснащенных одним поршневым двигателем, имеющих экипаж из двух человек (летчика и наблюдателя) и крейсерскую скорость, ограниченную до 115 км/ч из-за малой мощности двигателя и плохих аэродинамических форм. Требованиями армии к вертолетам по программе LOH предусматривалась максимальная полезная нагрузка 180 кг, крейсерская скорость 200 км/ч и максимальная продолжительность полета до 3-х часов. Вертолет должен быть снабжен одним газотурбинным двигателем, экипаж должен также состоять из летчика и наблюдателя, но в кабине должны быть предусмотрены места еще для двух военнослужащих. Предполагалась закупка в течение 6 лет 3000-3500 вертолетов по этому проекту .Проект компании Bell получил внутреннее обозначение D-250 и официальное наименование — Bell YOH-4. 19 мая 1961 года победителями конкурса проектов были объявлены компании Bell и Hiller.
Опытный вертолет YOH-4A с двухлопастными несущим и рулевым винтами, одним газотурбинным двигателем и полозковым шасси был представлен в 1963 году на испытания, однако в 1965 году лучшим был признан проект вертолета Hughes OH-6A, отличавшийся более высокой массовой отдачей и меньшими размерами. В результате в мае 1965 года фирма Hughes получила контракт на производство 1434 вертолетов, поставленных в 1966-1970 годах.
Когда проект YOH-4A был отвергнут вооруженными силами, в Bell занялись решением проблемы маркетинга вертолёта. Помимо проблемы с имиджем, вертолету не хватало внутреннего объёма кабины, и он обеспечивал лишь размещение трех пассажиров в значительно ограниченном пространстве. Решением стало перепроектирование фюзеляжа, которое сделало его более обтекаемым и эстетически привлекательным для заказчика, добавив в процессе дополнительные 0,45 м3 внутреннего пространства. Новый вертолёт получил обозначение Bell 206A, а президент Bell Эдвин Дж. Дюкайе предложил название JetRanger, что должно было означать преемственность модельного ряда от более раннего вертолёта Bell 47J Ranger. JetRanger впервые поднялся в воздух 10 января 1966 года и в этом же году был запущен в серийное производство для гражданских потребителей, став базовым для большого числа военных и гражданских модификаций.
Вскоре оказалось, что вертолеты фирмы Hughes оказались недостаточно пригодными для эксплуатации в армейских подразделениях, поэтому армия была вынуждена вновь организовать конкурс на лёгкий армейский вертолёт. Bell повторно подала заявку на программу, используя для этого свой новый Bell 206A. Компания Fairchild-Hiller не смогла повторно подать заявку со своим проектом YOH-5A, который в дальнейшем стал известен как Fairchild Hiller FH-1100. В конце концов, Bell перебила цену Hughes, чтобы выиграть контракт, и Bell 206A получил наименование OH-58A. В соответствии с американской военной традицией об именовании вертолетов армии США, OH-58A был назван «Kiowa» в честь одноименного индейского племени.

### Усовершенствованный разведывательный вертолет

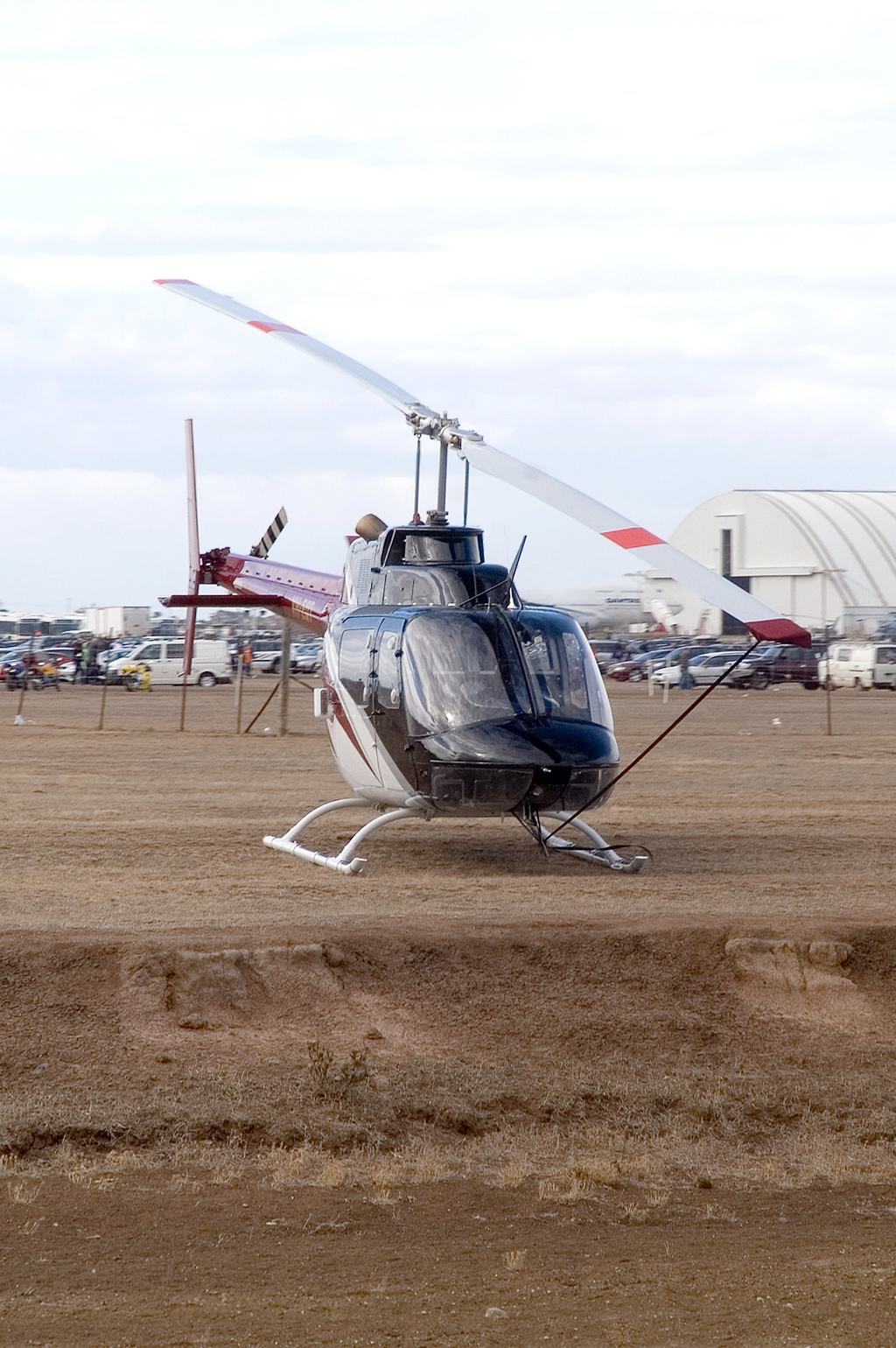
Bell OH-58A Kiowa произведенный в 1972 году

В 1970-х годах командование Армии США начало понимать необходимость улучшения возможностей своих разведывательных вертолётов. Предвидя замену устаревшего AH-1 Cobra на  AH-64A, в армии начали рассматривать идею программы создания нового воздушного разведчика (Aerial Scout Program), чтобы стимулировать разработку и интегрирование передовых технологий для использования приборов ночного видения и более точного навигационного оборудования. Заявленные цели программы предполагали разработку вертолётов, которые обладали бы увеличенной дальностью обнаружения цели с помощью усовершенствованной стабилизированной оптической электронной системой, улучшенным определением собственного местоположения за счет использования компьютеризированной навигационной системы, пониженной заметностью за счет уменьшения акустических, визуальных, радиолокационных и инфракрасных сигнатур, а также улучшенными летными характеристиками, которые предполагалось достигнуть за счет более мощного двигателя для обеспечения совместимости с ударными вертолетами.
В марте 1974 года командование армии США создало на военной базе Форт-Нокс специальную исследовательскую группу для разработки основных требований к новому вертолёту. К следующему году военные специалисты разработали требования к программе под названием «Усовершенствованный Разведывательный Вертолет» (Advanced Scout Helicopter (ASH). Они были сформулированы вокруг винтокрылого аппарата, способного действовать днем, ночью и в неблагоприятных погодных условиях, а также совместимого со всеми передовыми системами вооружения, запланированными к разработке и развертыванию в 1980-х годах. Программа была одобрена Советом по оборонным закупкам Министерства обороны США, и Армия подготовилась к проведению конкурса на приобретение новой машины, который должен был начаться в 1976 году. Однако, пока армия пыталась запустить программу, Конгресс отказался выделить денежные средства в бюджете на 1977 финансовый год, и Офис проекта Advanced Scout Helicopter (ASH)  был закрыт 30 сентября 1976 года.
Хотя в течение нескольких лет никаких разработок не велось, программу удалось сохранить без выделения государственного финансирования. 30 ноября 1979 года было принято решение отложить разработку усовершенствованного разведывательного вертолета в пользу модификации существующих летательных аппаратов по проекту разведывательного вертолета ближнего действия (Near Term Scout Helicopter — NTSH). Разработка надвтулочной прицельной системы должна была стать основным направлением для улучшения возможностей вертолёта выполнять миссии по разведке, наблюдению и целеуказанию союзным войскам, действуя скрытно за рельефом местности. И UH-1, и OH-58 оценивались как кандидаты по этой программе, но UH-1 был исключен из этого проекта по причине больших размеров и простоты обнаружения противником. OH-58, с другой стороны, продемонстрировал гораздо меньшую заметность с использованием надвтулочной прицельной системы Mast-Mounted Sight (MMS).
10 июля 1980 года Командование вооруженных сил решило, что проект разведывательного вертолета ближнего действия будет жизнеспособным, основанным на разработках в секторе коммерческих вертолётов, в частности на опыте создания вертолета Hughes 500D компании Hughes Helicopters, который имел существенные усовершенствования по сравнению с Hughes OH-6 Cayuse.

### Программа модернизации армейских вертолетов
Интерес армии к разведывательному вертолету ближнего действия привел  к появлению «Программы усовершенствования армейских вертолетов» (Army Helicopter Improvement Program (AHIP). Компании Bell Helicopter и Hughes Helicopters перепроектировали свои разведывательные самолеты, чтобы побороться за участие в этом проекте. Bell предложила более надежную версию OH-58 основанную на гражданском Bell 407, а Hughes предложила модернизированную версию OH-6 Cayuse. 21 сентября 1981 года Bell Helicopter Textron получила контракт на разработку нового вертолёта, а 6 октября 1983 года первый прототип совершил свой первый полет. Вертолёт поступил на вооружение армии два года спустя под обозначением OH-58D.
Требованиями заказчика предусматривалось использование OH-58D в качестве командного поста, для разведки и связи, а также для обнаружения и целеуказания в совместных действиях с ударными вертолетами АН-64А Apache. Для этого вертолеты созданные по программе AHIP снабжаются лазерным целеуказателем и оптической системой наблюдения, установленной в сферическом обтекателе над втулкой несущего винта. Позже было признано целесообразным снабдить вертолеты «Кайова» вооружением из ПТУР AGM-114 Hellfire, зенитными ракетами Stinger, блоками с неуправляемыми авиационными ракетами и пулеметом калибром 12.7 мм или 7.62 мм. Первый полет опытного вертолета с новым четырехлопастным несущим винтом состоялся 16 октября 1983 года. 
Вертолёт получивший вооружение стал известен как как OH-58D Kiowa Warrior, что указывает на его новую конфигурацию и задачи. Начиная с 202-го произведенного экземпляра (серийный номер 89-0112) в мае 1991 года, все оставшиеся OH-58D производились в этой конфигурации. В январе 1992 года Bell получила свой первый контракт на модернизацию всех оставшихся OH-58D в вариант Kiowa Warrior.
Поставки новых и модернизация существующих вертолетов начались в 1985 году. Программа AHIP несколько раз пересматривалась, общая стоимость ее в 1992 году оценивалась в 2.4 млрд долларов и предусматривала закупки 255 усовершенствованных вертолетов ОН-58D. Полностью программа армии предусматривала доведение количества вертолетов до 507 единиц.

### Производство
В общей сложности было выпущено 2325 единиц OH-58, а также построено 56 дополнительных Bell 206B-1. Производство новых вертолётов моделей A и B закончилось в 1977 году, а модели D — в 2000 году. Конверсии ранних моделей в стандарт D продолжались и после этого.

## Конструкция

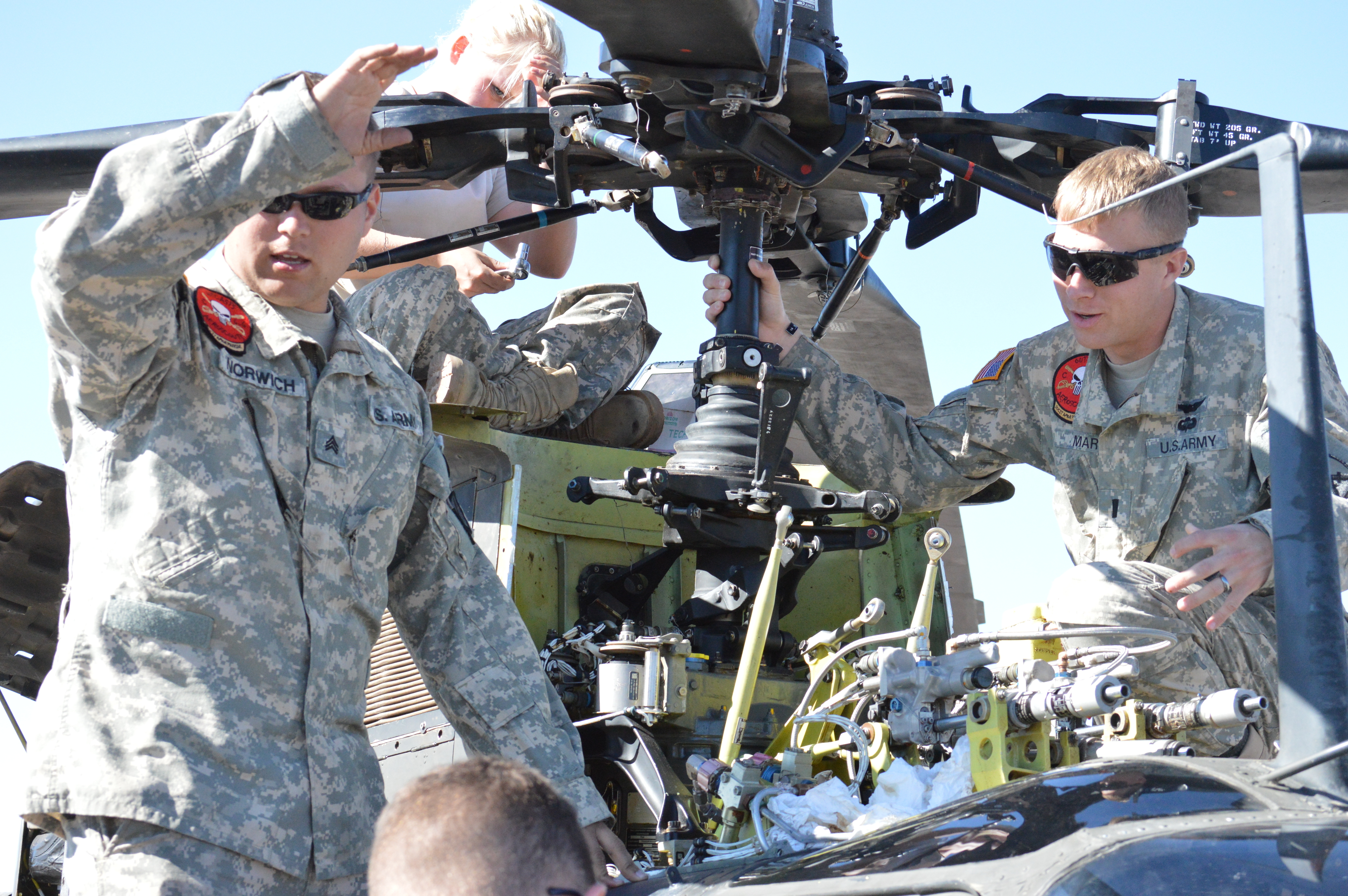
Обслуживание системы несущего винта и трансмиссии вертолёта OH-58D Kiowa

Bell OH-58 Kiowa — семейство однодвигательных военных вертолетов, в основном используемых для наблюдения, связи и непосредственной огневой поддержки. Основной задачей оригинального OH-58A было целеуказание для других средств огневого поражения, таких как ударный вертолет Bell AH-1 Cobra или для подразделений наземной артиллерии. Он не имел никакого вооружения и весил 1451 кг  при полной загрузке, имея возможность перевозить небольшое количество груза или до двух пассажиров. В то время как первые версии зависели от экипажа в проведении разведки и наблюдения за полем боя, более поздние модели были оснащены сложными оптико-электронными системами и датчиками для более точного целеуказания. На более поздних вариантах OH-58 грузоподъемность также была значительно увеличена, в частности, OH-58D Kiowa был разработан для перевозки грузов в 2495 кг, что на 72% больше, чем у оригинальной версии.
Ранние «Кайовы» были оснащены гибким двухлопастным несущим винтом, но уже  начиная с OH-58D, использовался четырехлопастной жесткий несущий винт как у вертолета Bell 412. На вертолёте имеется система складывания лопастей. Втулка из композитных материалов и имеет ресурс более 10 000 часов работы в воздухе. Несущий винт обладает пониженным уровнем вибраций и обеспечивает более эффективное управление на режиме авторотации и на предельно малых высотах полета. Лопасти рулевого винта также изготовлены из стекловолокна. Фюзеляж вертолёта цельнометаллический типа полумонокок предварительно напряженной конструкции, выполнен с использованием алюминиевых сплавов. Сиденья летчика и штурмана-наблюдателя установлены рядом. В задней части кабины размещены блоки электронного оборудования.
Турбовальный двигатель Rolls-Royce T703-AD-700A (ранее известный как Allison Model 250) мощностью 485 кВт со свободной турбиной расположен в верхней части фюзеляжа, за пилоном несущего винта. Модульная конструкция двигателя облегчает техническое обслуживание. Топливный бак является протектированным, ёмкостью 399 литров, с расположением в задней части кабины вертолёта. OH-58 оснащен бустерная гидравлической системой управления несущим и рулевым винтами.

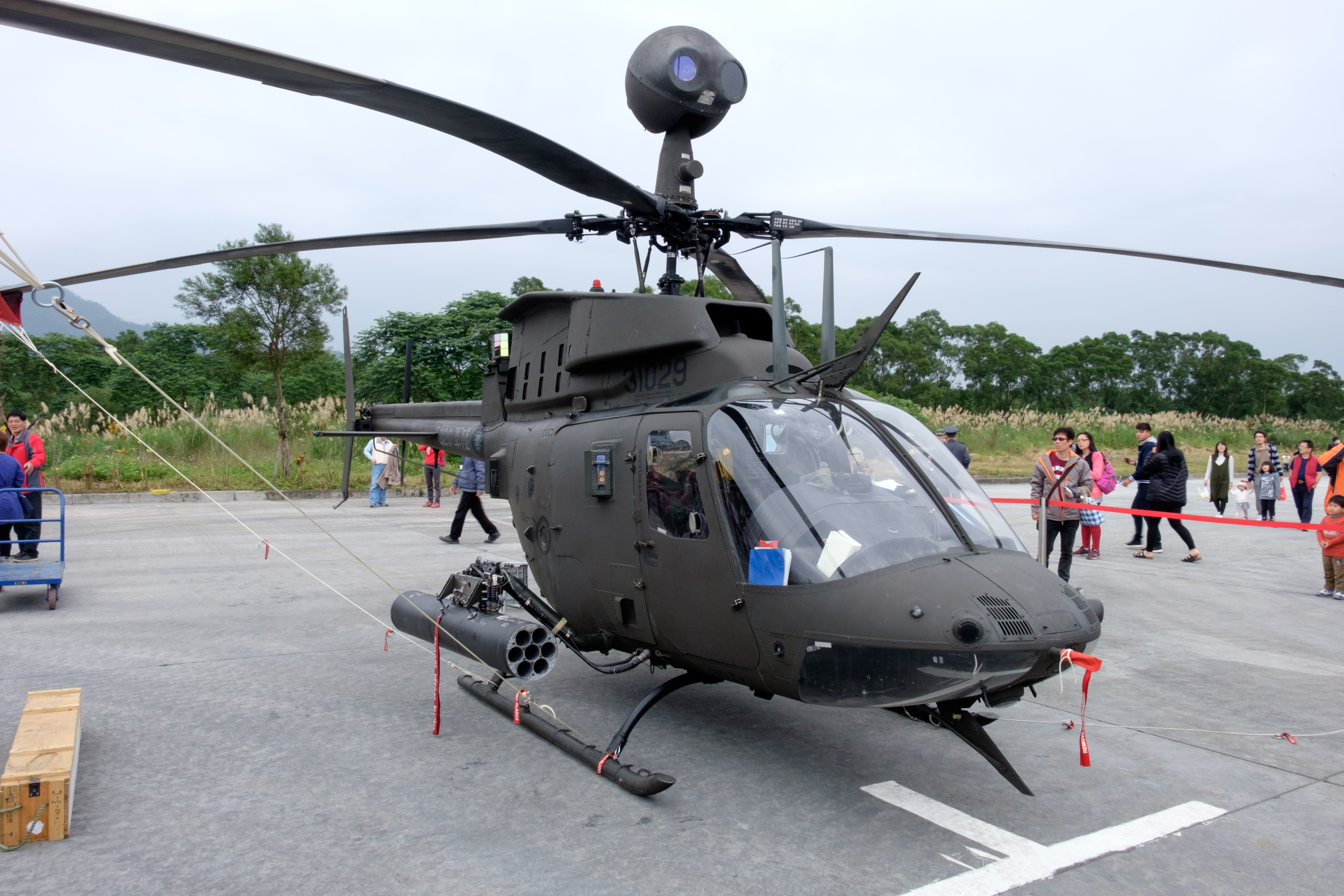
Характерной отличительной особенностью OH-58D является прицельный комплекс Mast Mounted Sight, расположенный в сферическом обтекателе над втулкой несущего винта

Одной из основных особенностей вертолёта OH-58D является использование оптико-электронной прицельной системы Mast Mounted Sight (MMS) производства компании Ball Aerospace & Technologies. Прицельный комплекс размещается в сферическом обтекателе над втулкой несущего винта с линией прицеливания на 0,82 метра выше плоскости вращения несущего винта. MMS обеспечивает слежение за движущимися целями на расстоянии до 16 километров. Прицел снабжен лазерным целеуказателем-дальномером, телевизионной камерой и инфракрасной системой ночного видения, работающей в передней полусфере. Имеется подсистема передачи цели, с помощью которой данные цели в течение 6 секунд передаются на наземную станцию или экипажу боевого вертолёта АН-64 Apache. На модернизированном OH-58F MMS была демонтирована, и её функции стала выполнять установленная в носовой части фюзеляжа новая прицельная система AAS-53 Common Sensor Payload. Прицельный комплекс включает инфракрасную камеру, цветную электрооптическую камеру с усилителем изображения. В итоге, за счет снижения веса и аэродинамического сопротивления, летные характеристики OH-58F увеличились на 1–2% по сравнению с предшественником.
Еще одной видимой особенностью, присутствующей на большинстве OH-58, является система предупреждения столкновения с проводами (WSPS - Wire Strike Protection System), которая была разработана в 1979 году. Система включает два лезвия, размещаемых над/под кабиной, острую диэлектрическую полосу посреди лобового стекла, установленную под углом 45° от горизонтали, и защитную рамку/отбойник, предотвращающую наматывание провода на привод стеклоочистителя лобового стекла. Система защищает 90% лобовой области вертолета от столкновения с проводами, которые могут возникнуть на малых высотах, направляя ниже или выше, прежде чем они смогут запутаться в лопасти несущего винта или посадочных полозьях. OH-58 был первым вертолетом, на котором была испытана эта система, после чего система была принята Армией США для OH-58 и большинства других вертолетов.
Стандартное вооружение вертолёта включает турельную установку М-27 с пулеметом «Миниган» калибром 7.62 мм. Для защиты от вертолетов противника предусматривается установка двух управляемых зенитных ракет Stinger, противотанковых управляемых ракет AGM-114 Hellfire или блоков с неуправляемыми авиационными ракетами.

## История службы
В мае 1969 года первый вертолёт OH-58A Kiowa был официально получен Армией на церемонии, состоявшейся на заводе Bell Helicopter в Форт-Уэрте, которую возглавил генерал-майор Джон Нортон, командующий управления материально-технического обеспечения армейской авиации (AMCOM). Два месяца спустя, 17 августа 1969 года, в Южный Вьетнам впервые прибыли серийные вертолеты OH-58A. Их развертывание и первоначальное обслуживание проводилось Группой обучения новому оборудованию (NETT), в состав которой входили как военнослужащие Армии США, так и технические специалисты Bell Helicopters. Хотя контракт на производство вертолетов был выигран OH-58, вертолёты «Кайова» не заменили автоматически все OH-6A Cayuse в боевых операциях. Впоследствии OH-58 и OH-6A продолжали работать на том же театре военных действий до конца конфликта.

### Война во Вьетнаме

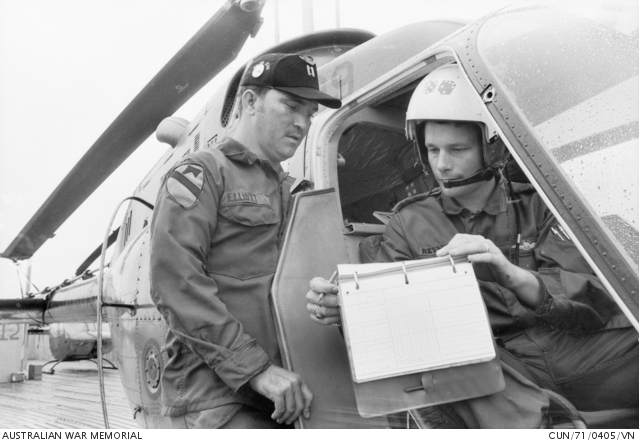
Экипаж OH-58A Австралийской армии во время предполетной подготовки во Вьетнаме в 1971 году

27 марта 1970 года OH-58A Kiowa (серийный номер 68-16785) был сбит в небе над Южным Вьетнамом, что стало одной из первых боевых потерь OH-58A в войне. Пилот, уорент-офицер Ральф Квик-младший, летел с подполковником Джозефом Беноски-младшим, который выступал в качестве артиллерийского корректировщика. После завершения оценки удара союзной артиллерии по противнику, вертолёт был поврежден огнем из крупнокалиберного пулемета и упал в джунглях, в результате чего погибли оба члена экипажа. В общей сложности  во время войны во Вьетнаме были потеряны 48 вертолётов OH-58A из-за боевых потерь и аварий. Погибли 19 пилотов и 22 члена экипажей. Типичной тактикой этих вертолётов был полёт на уровне деревьев или ниже, осуществляя визуальную разведку. Если «Кайова» обнаруживал противника, часто попадая под обстрел,  экипаж вызывал вертолет огневой поддержки, кружащий над ним. При необходимости они затем вызывали взвод «аэрострелков» эскадрильи («aero-rifle platoon») на вертолётах Bell UH-1, чтобы высадить войска на землю. Иногда экипаж «Кайовы» мог вызывать артиллерию или самолеты боевой авиации. Одной из последних боевых потерь на этом театре военных действий был OH-58A (серийный номер 68-16888) из отряда A,  17-го кавалерийского полка, которым управлял первый лейтенант Томас Наки. 27 мая 1971 года лейтенант Наки  выполнял миссию по оценке результатов удара по позициям противника, когда его вертолёт попал под пулеметный огонь и взорвался. Наки и второй член экипажа сержант Филип Тейлор погибли.

### Операция «Главный шанс»
Операция «Главный шанс» (англ. Prime Chance) — военная операция ВМС США, проводившиеся практически параллельно с операцией «Искренние намерения» с августа 1987 года по июнь 1989 года в Персидском заливе с целью обеспечения безопасности для судов, ходивших под американским флагом во время ирано-иракской войны. Задействованные вертолёты 160-го авиационного полка специальных операций летали всегда в тёмное время суток, иногда на высоте всего в 9 метров от морской поверхности, впервые применив новейшие приборы ночного видения и тепловизоры в боевых условиях. Тактика заключалась в использовании MH-6 Little Bird как разведывательных средств и более тяжело вооруженных AH-6 непосредственно при авиаударе, для тех же целей применялись комбинации из корабельных радаров и SH-60 Seahawk. В начале 1988 года было решено, что вооруженные вертолеты OH-58D (AHIP) из 118-й авиационной оперативной группы будут поэтапно введены в эксплуатацию для замены групп SEABAT, состоящих из AH-6/MH-6. 24 февраля 1988 года два вертолета OH-58D прибыли на мобильную морскую базу Уимбраун VII, а вертолетная группа (группа «SEABAT» по позывному), размещенная на это этой платформе (по сути барже), вернулась в Соединенные Штаты. Экипажи вертолетов OH-58D, участвовавшие в операции, прошли дополнительную подготовку по посадке на палубу и выживанию в условиях посадки на воду.
В ноябре 1988 года количество вертолетов OH-58D, которые поддерживали оперативную группу 118, было сокращено. Тем не менее, эти винтокрылые машины продолжали работать с мобильной морской базы ВМС Hercules, а также с фрегата Underwood (USS Underwood) и эсминца Conolly (USS Conolly). Операции OH-58D в основном заключались в разведывательных полетах ночью, и в зависимости от требований к техническому обслуживанию и расписанию кораблей, «Кайовы» обычно ротировались с мобильной морской базы и других боевых кораблей на наземную базу каждые семь-четырнадцать дней. 18 сентября 1989 года один OH-58D потерпел крушение во время ночных учебных стрельб и затонул, но без потерь личного состава. Когда мобильная морская база Hercules была расформирована в сентябре 1989 года, все, кроме пяти вертолетов OH-58D, были передислоцированы в континентальную часть Соединенных Штатов.

### Война в Персидском заливе

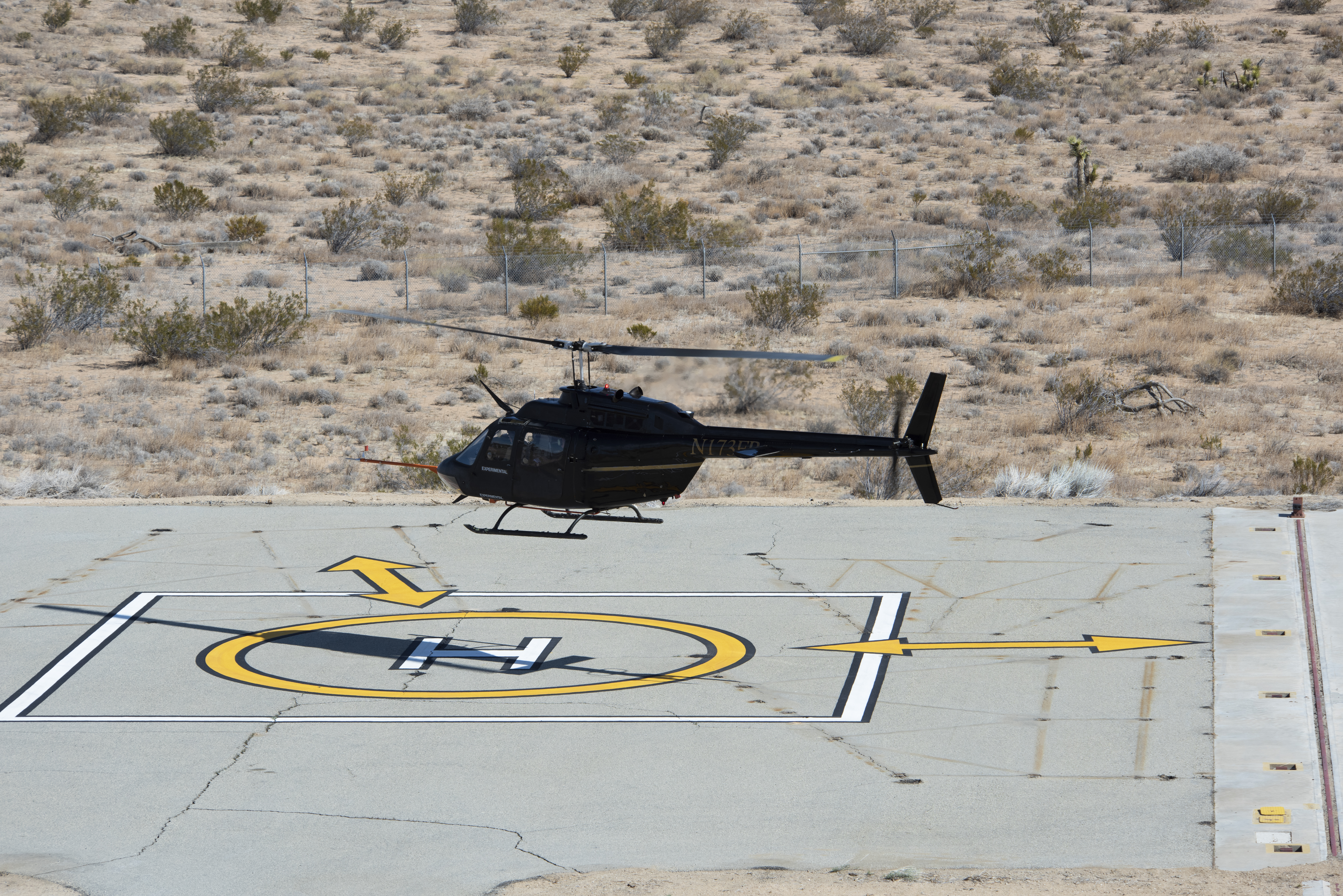
Bell OH-58C Kiowa садится на площадку Лётно-исследовательского центра им. Армстронга в 2021 году

Во время операции «Щит пустыни», являвшейся подготовкой к операции «Буря в пустыне», OH-58D армии США тренировались совместно с  вертолётами AH-1W  Корпуса морской пехоты США и помогали с наведением и лазерным целеуказанием. Однако, хотя эта тактика работала и была признана эффективной, мало доказательств того, что она использовалась, вероятно, из-за нехватки боеготовых OH-58D.
Во время операции «Буря в пустыне» было развёрнуто 13  вертолетов OH-58D, которые работали вместе с другими ударными вертолетами Армии США, в числе которых 145 единиц AH-1 Cobra и 277 AH-64 Apache, и участвовали в различных ключевых боевых операциях сухопутных войск. Во время операций «Щит в пустыне» и «Буря в пустыне» «Кайовы» в общей сложности налетали около 9000 часов с показателем полной готовности к выполнению задания 92 процента. В части эксплуатационных возможностей вертолёта,  у Kiowa Warrior было самое низкое соотношение часов технического обслуживания к часам полета среди всех боевых вертолетов за всю войну.
Армейские ударные вертолеты OH-58D также работали совместно с самолетами непосредственной авиационной поддержки и обеспечения ВВС США такими как A-10A, F-16A/C, EF-111A, EC-130H Compass Call, RF-4G Phantom II «Wild Weasel» и E-8 Joint STARS.

### Участие ввойне с наркотиками
В 1989 году Конгресс США постановил, что Армия Национальной гвардии будет принимать участие в войне страны с наркотиками, что позволило им помогать федеральным, государственным и местным правоохранительным органам используя «особые полномочия Конгресса». В следствие этого Бюро Национальной гвардии создало в 1992 году Отряды разведки и воздушного пресечения (RAID), состоящие из авиационных подразделений в 31-м штате с 76 специально модифицированными вертолетами OH-58A для выполнения разведывательных и вспомогательных миссий в борьбе с незаконным оборотом наркотиков. В течение 1994 года власти 24 штатов провели более 1200 воздушных операций по разведке и пресечению попыток перевозки наркотиков, многие из которых проводились ночью. В конечном итоге к началу 21-го века программа была расширена и стала охватывать 32 штата, а в ее составе действуют 116 вертолётов, включая специальные учебные варианты, базирующиеся на полигоне армейской авиации в Маране, штат Аризона.

### Вторжение США в Панамуи служба в 1990-е годы
Во время вторжения США в Панаму (операция Just Cause) в 1989 году вертолёты OH-58 и AH-1 Cobra, входили в состав  оперативной  авиационной группы во время миссии по обеспечению безопасности американской военной базы Форт Амадор. OH-58 был обстрелян солдатами панамской армии и рухнул в воды Панамского залива. Пилот был спасен, но второй член экипажа погиб.
17 декабря 1994 года старшие уорент-офицеры Дэвид Хилемон и Бобби Холл в составе экипажа OH-58C вылетели с военной базы Кэмп-Пейдж в Южной Корее, для выполнения обычной учебной задачи, следуя вдоль границы демилитаризованной зоны. Целью их полёта была точка, известная как Контрольно-пропускной пункт 84, к югу от территории где были запрещены полёты, однако OH-58C «Кайова» отклонился почти на 6 километров вглубь провинции Канвондо, вглубь воздушного пространства Северной Кореи, из-за ошибок в навигации во время полёта над пересеченной местностью. Вертолет был сбит силами северокорейского ПВО, и старший уорент-офицер Хилемон погиб. Старший уорент-офицер Холл был взят в плен, и северокорейское правительство настаивало на том, что экипаж вертолёта занимался шпионажем. Пять дней переговоров привели к тому, что власти КНДР передали тело Хилемона властям США. Переговоры не привели к немедленному освобождению Холла, но после 13 дней плена Холл был освобожден 30 декабря.

### Операции вИракеиАфганистане
Армия США активно применяла свои OH-58D во время вторжения в Ирак и операции «Несокрушимая свобода» в Афганистане. В результате ведения боевых действий и произошедших аварий  было потеряно более 35 вертолётов, в результате чего погибло 35 членов экипажей. По неофициальным данным, их участие в операциях способствовало спасению жизней, поскольку, несмотря на их небольшие размеры, их часто использовали для эвакуации и спасения раненых. 120 вертолетов «Кайова» были развернуты в ходе проведения операции «Иракская свобода».  В общей сложности, флот вертолётов OH-58 Армии США налетал более чем 750 000 боевых часов к концу 2011 года.

### Завершение службы

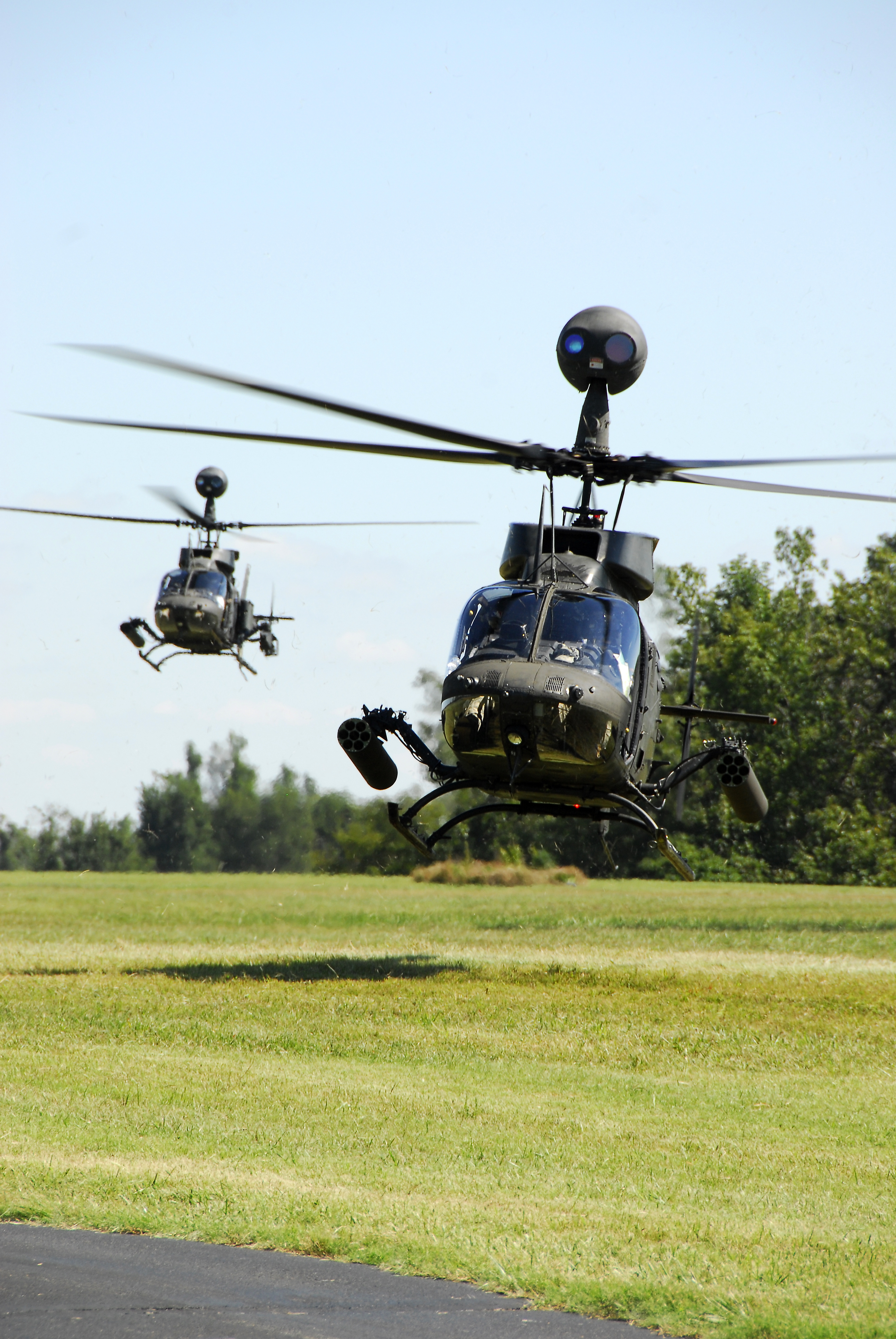
Два OH-58D из состава 101-й бригады армейской авиации США в 2009 году

Первой попыткой Армии США заменить вертолёты  OH-58 на более современные была попытка внедрить вертолёт RAH-66 Comanche, созданный по программе Light Helicopter Experimental (лёгкий экспериментальный вертолёт), которая была отменена в 2004 году. Возраст планера OH-58 и их боевые и не боевые потери привели к появлению вертолёта Bell ARH-70, созданного в рамках проекта Armed Reconnaissance Helicopter (вооруженный армейский вертолёт), которая была отменена в 2008 году из-за перерасхода средств. Третьей попыткой замены стала программа Armed Aerial Scout (вооружённый воздушный разведчик). Из-за неопределенности в программе Armed Aerial Scout и финансовых ограничений запланированный вывод из эксплуатации вертолётов OH-58F был перенесен с 2025 до 2036 года. Разведывательная роль «Кайовы» была дополнена возможностью использования тактических беспилотных летательных аппаратов, обе платформы часто действовали совместно, обеспечивая разведку, чтобы подвергать экипажи вертолётов меньшему риску. OH-58F имел возможность управлять беспилотниками напрямую, чтобы безопасно выполнять разведывательные миссии. В 2011 году планировалось, что «Кайовы» будут заменены облегченной версией проектируемого многоцелевого вертолёта в рамках программы Future Vertical Lift в 2030-х годах.
К декабрю 2013 года Вооруженные силы США имели 338 единиц OH-58 в своих действующих силах Армии и 30 единиц в Армии Национальной гвардии. Армейское командование рассматривало снятие вертолётов «Кайова» с вооружения в рамках более широкой реструктуризации с целью сокращения расходов и сокращения типов эксплуатируемых вертолетов. Анализ альтернатив для программы Armed Aerial Scout показал, что эксплуатация «Кайовы» вместе с БПЛА RQ-7 Shadow была наиболее доступным и эффективным решением в ближайшем будущем, в то время как использование AH-64E Apache было наиболее эффективным немедленным решением. Одним из предложений было передать все AH-64 Национальной гвардии и Резерва армии в действующие войска для использования в качестве разведчиков, чтобы полностью избавиться от OH-58. «Апач» стоит на 50 процентов дороже, чем «Кайова» в эксплуатации и обслуживании, и исследования отмечают, что если бы он использовался вместо OH-58 в Ираке и Афганистане, общие эксплуатационные расходы выросли бы на 4 миллиарда долларов, но также сэкономили бы 1 миллиард долларов в год на техническую эксплуатацию. Многоцелевые UH-60 Black Hawk были бы, по этому предложению, переданы из действующей армии в резервные части и подразделения Национальной гвардии. Заявленной целью должен был стать вывод из эксплуатации старых вертолётов с оставлением тех, которые имели лучшие характеристики, что, в свою очередь, позволило бы сэкономить денежные средства. 
Армейское командование направило 26 из 335 единиц OH-58D на долгосрочное хранение с целью продажи в течение 2014 года. В ожидании сделки Армия рассмотрела, заинтересованы ли другие военные подразделения, правительственные агентства и иностранные клиенты в покупке этих вертолётов. В целом, вертолёты «Кайова» считались выгодными по цене для стран с ограниченными оборонительными бюджетами, но на тот момент Bell еще не осуществлять их техническую поддержку в случае продажи за границу. К 2015 году армия продала 33 вертолёта варианта OH-58D. К январю 2016 года в армейских подразделениях осталось только две эскадрильи, укомплектованные вертолётами этой версии. В июне 2016 года военнослужащие 1-й эскадрильи 17-го кавалерийского полка 82-й бригады армейской авиации прибыли в Южную Корею в рамках последнего развертывания OH-58D в составе Армии США, и в течение следующего года подразделение было перевооружено на вертолёты AH-64. В январе 2017 года последний Kiowa Warrior провел последние учения с боевыми стрельбами перед списанием.

## Варианты

### OH-58A/B

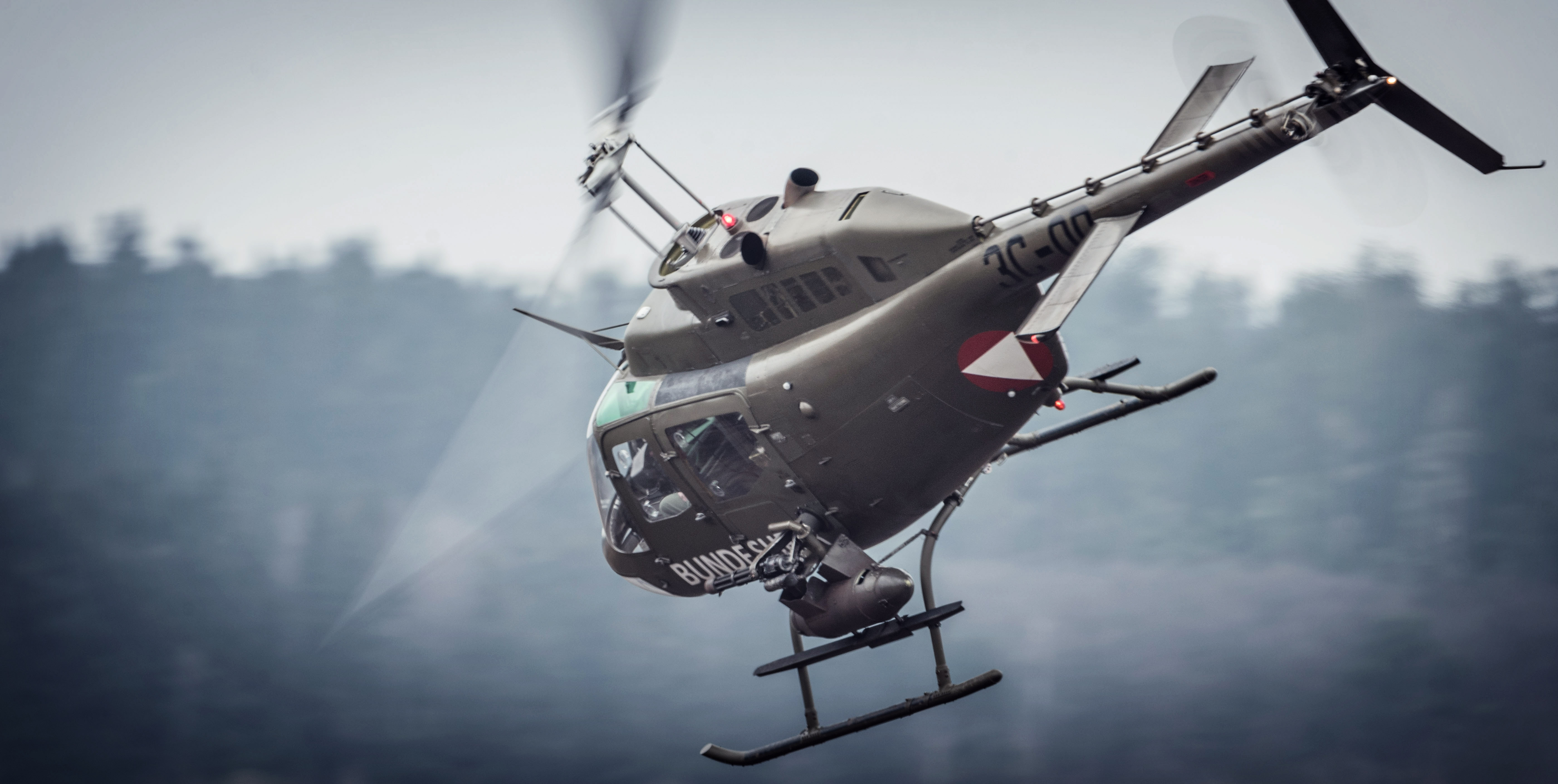
OH-58B Военно-воздушных сил Австрии

OH-58A Kiowa является четырехместным вертолетом наблюдения и связи, оснащенным двумя местами для членов экипажа (командира и второго пилота). При этом органы управления на левом месте спроектированы так, чтобы их можно было демонтировать для перевозки дополнительного пассажира. Во время Вьетнамской войны он был дополнительно оснащен пулемётом M134 Minigun с электрическим приводом.
В 1971 году австралийская армия арендовала восемь единиц OH-58A во время войны во Вьетнаме сроком на восемь месяцев. Позднее правительство Австралии закупило вертолёты OH-58A для австралийской армии и Королевского австралийского флота под обозначением CAC CA-32. Построенный по лицензии в Австралии компанией Commonwealth Aircraft Corporation, вертолёт CA-32 был эквивалентом Bell 206B-1 (c более мощным двигателем и более длинными лопастями несущего винта). Первые двенадцать единиц из 56-ти были построены в США, затем частично разобраны и отправлены в Австралию, где их собрали заново. Вертолеты военно-морского флота были окончательно выведены из эксплуатации в 2000 году.
В период с 1971 по 1972 годы 74 единицы OH-58A были поставлены канадским вооружённым силам под обозначением COH-58A, а затем переименованы в CH-136 Kiowa. Около 12 вертолётов, являвшихся излишками были проданы ВВС Доминиканской Республики, а остальные проданы частным лицам в Австралии.
В 1978 году вертолёты OH-58A начали переоборудовать под те же двигатели и элементы конструкции фюзеляжа, что и OH-58C. В 1992 году 76 единиц OH-58A были модифицированы с помощью еще одной модернизации двигателя, тепловизионной системы, установки систем связи для правоохранительных органов, улучшенного навигационного оборудования и шасси с высоким уровнем скольжением, в рамках программы Национальной гвардии США по борьбе с наркотиками (RAID). Армия США сняла с вооружения свой последний OH-58A в ноябре 2017 года.
Вертолёт под обозначением OH-58B был экспортной версией для австрийских ВВС. Австрия планирует заменить все свои OH-58B к концу 2030 года.

### OH-58C
Оснащенный новым двигателем, OH-58C должен был решить проблемы с мощностью предыдущей модели. В дополнение к модернизированному двигателю, он имел уникальные системы подавления инфракрасного излучения, установленные на его выхлопе, что обеспечивало определенную защиту от зенитных ракет с ИКГСН. 
Вертолёт также был оснащен более крупной приборной панелью, примерно на треть больше, чем панель OH-58A, на которой размещались более крупные летные приборы. Панель также была оснащена совместимой с очками ночного видения подсветкой кабины. OH-58C также стали первыми разведывательными вертолетами Армии США, оснащенными радаром AN/APR-39, который предупреждал экипаж о наличии поблизости активных зенитных радиолокационных систем. Некоторые из OH-58C были вооружены двумя ракетами  AIM-92 Stinger (созданных на базе зенитной ракеты FIM-92 Stinger) и иногда упоминаются как OH-58C/S, где «S» относится к дополнению Stinger. Система вооружения, получившая название Air-to-Air Stinger , была предназначена для обеспечения возможности противовоздушной обороны летательного аппарата. OH-58C был последним вариантом «Кайовы», состоявшим на вооружении Армии США, и использовался в качестве учебного. 9 июля 2020 года армия США сняла с вооружения последние OH-58C.

### OH-58D

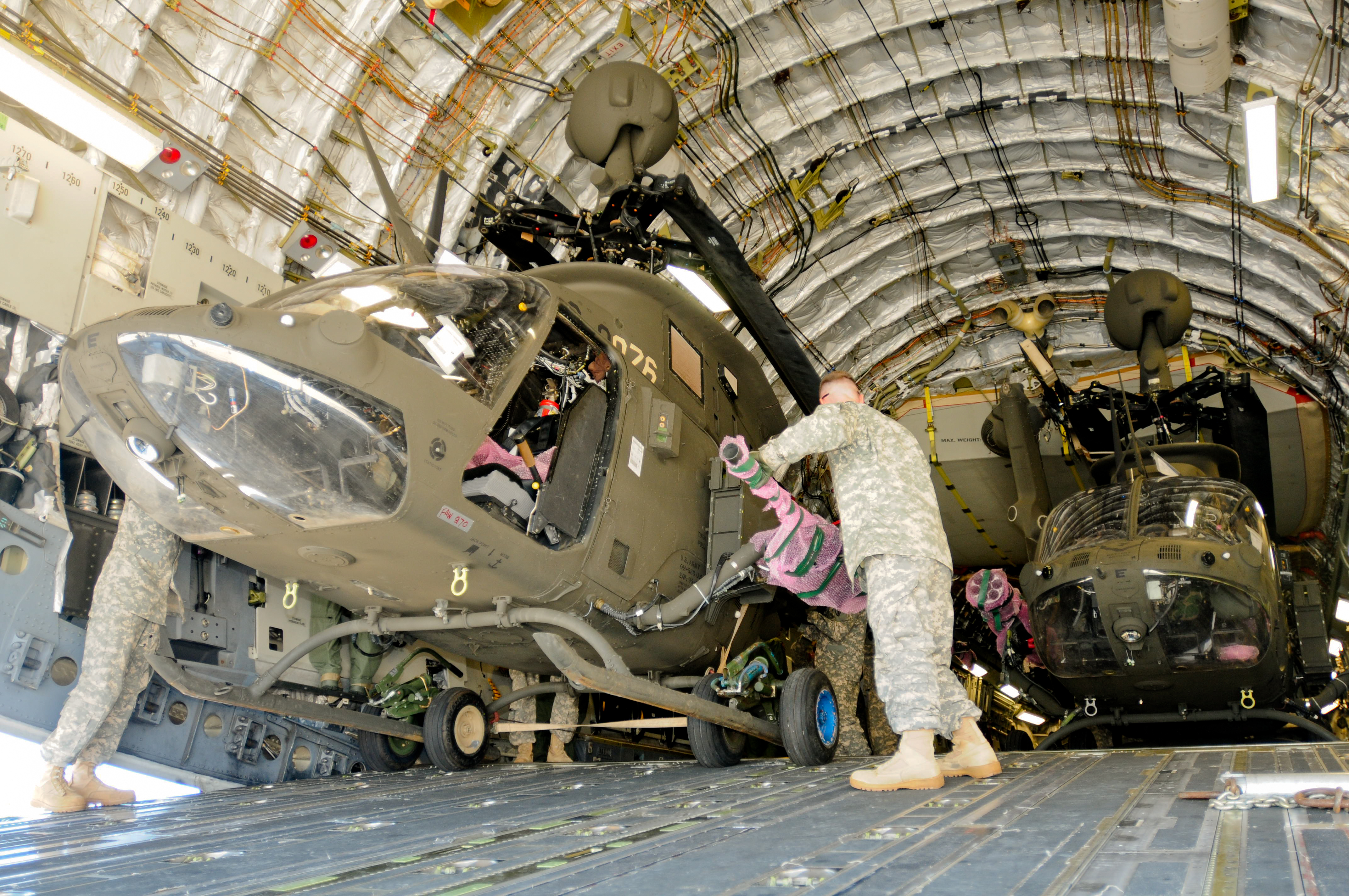
Вертолёты OH-58D Kiowa Warrior 25-й бригады армейской авиации США на борту военно-транспортного самолёта C-17 Globemaster III

OH-58D — усовершенствованный разведывательный и боевой вертолет, разрабатывался с 1981г. для армии США по программе AHIP (Army Helicopter Improvement Program). Требованиями предусматривалось использование вертолета в качестве командного поста, для разведки и связи, а также для обнаружения и целеуказания в совместных действиях с боевыми вертолетами АН-64А Apache. Для этого вертолеты OH-58D снабжаются лазерным целеуказателем и оптической системой наблюдения, установленной в сферическом обтекателе над втулкой несущего винта. Позже было признано целесообразным снабдить вертолеты OH-58D вооружением из ПТУР Hellfire, ракет класса «воздух-воздух» «Stinger», неуправляемых авиационных ракет и пулемета калибром 12.7 мм.
Вариант Bell 406C Combat Scout был создан как облегченная версия ОН-58D с упрощенным составом оборудования для экспорта. Совершил первый полет в июне 1984 году. Саудовская Аравия заказала 15 вертолетов под обозначением MH-58D с ПТУР BGM-71 Tow  и прицельной системой Helitow  производства компании SAAB сверху фюзеляжа вместо надвтулочного прицела. В 1987г. проведены испытания вертолета Bell 406C с вооружением из управляемых ракет класса «воздух-воздух».
Вертолет AH-58D был версией OH-58D, эксплуатируемой оперативной группой 118 (4-я эскадрилья, 17-й кавалерийский полк), и модифицированной вооружением в ходе проведения операции «Главный Шанс». Вооружение и системы управления огнем стали основой для всех Kiowa Warrior в дальнейшем. AH-58D не является официальным обозначением самолета, используемым Министерством обороны США, но используется Армией в отношении этих летательных аппаратов.
Kiowa Warrior, иногда называемый аббревиатурой KW, является вооруженной версией OH-58D. Ключевым отличием между Kiowa Warrior и оригинальным вертолётом, созданным по программе AHIP (Army Helicopter Improvement Program) являются универсальные узлы подвески вооружения, установленные по обеим сторонам фюзеляжа и способные нести противотанковые ракеты AGM-114 Hellfire, ракеты класса «воздух-воздух» Stinger (ATAS), блоки с 7-ю неуправляемыми авиационными ракетами Hydra-70 и пулемет M296 калибра 12,7 мм. Стандарт эффективности воздушной стрельбы с OH-58D заключается в достижении как минимум одного попадания из 70 выстрелов на расстоянии от 800 до 1200 метров. В целом, круг задач Kiowa Warrior состоит в обеспечении действий наземных сил ударными возможностями своего вооружения, ведение воздушного боя в ограниченных условиях и  обеспечение целеуказания союзным артиллерийским подразделениям.

### OH-58E
Вариант вертолета под индексом OH-58E был одним из 13 кандидатов на участие в проекте по созданию усовершенствованного разведывательного вертолета (Advanced Scout Helicopter - ASH) 1980 года. В результате комиссией Вооруженных сил США было принято решение о запуске в 1981 году Программы совершенствования армейских вертолетов (Army Helicopter Improvement Program - AHIP), сосредоточенной на OH-58D.

### OH-58F

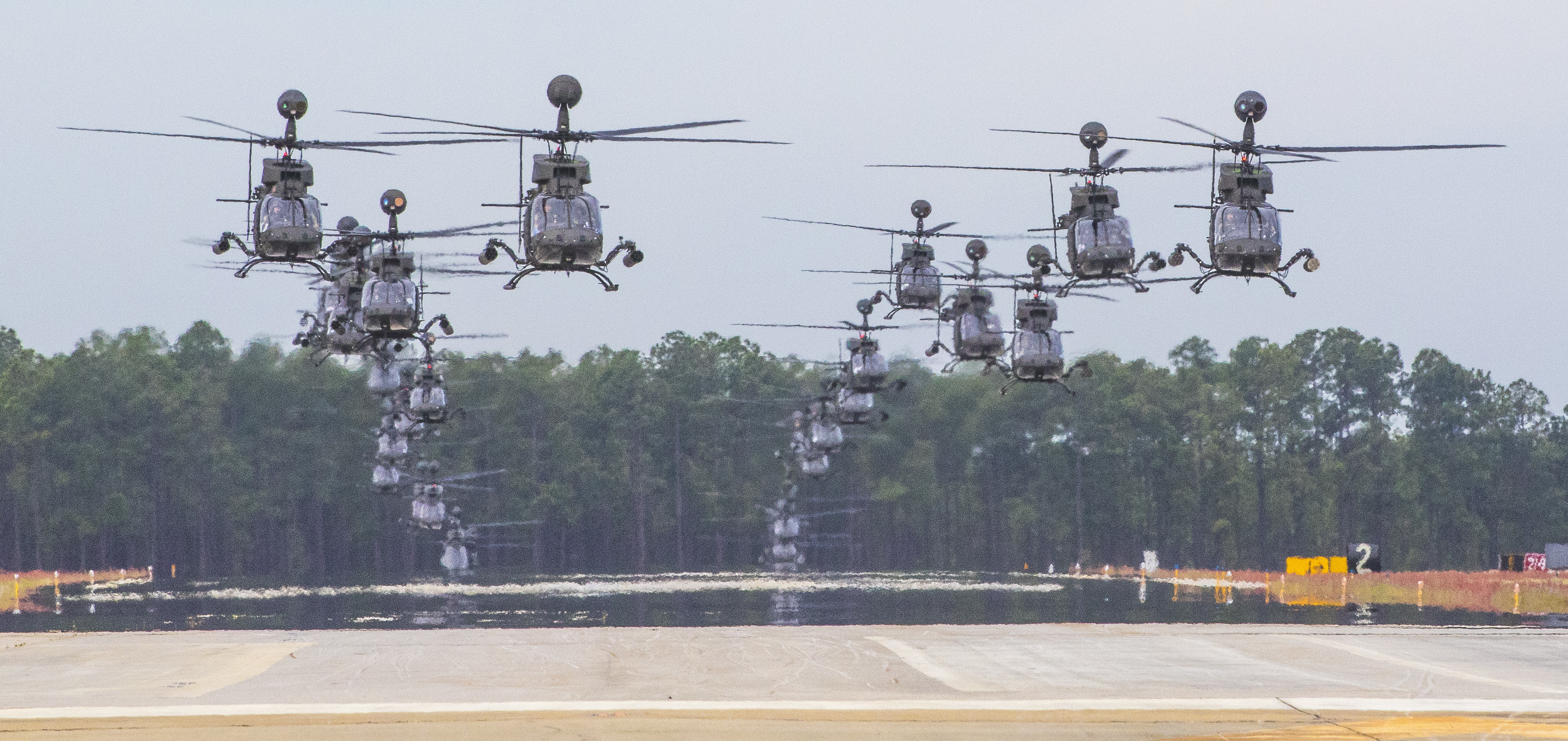
32 вертолета OH-58 Kiowa Warrior, приписанных к 82-й бригады армейской авиации поднимаются в небо во время своего последнего учебного полета в Северной Каролине, 15 апреля 2016 года. Заключительный пролет был посвящен всем военнослужащим, которым выпала честь летать и служить на этом вертолёте.

Вертолёт OH-58F является дальнейшей модернизацией варианта OH-58D. Программа модернизации кабины и датчиков (Cockpit and Sensor Upgrade Program - CASUP) предусматривает обновление оборудования 1980-х годов  с добавлением новой системы наведения и наблюдения переднего обзора наряду с надвтулочной прицельной системой MMS. OH-58F Kiowa Warrior оборудован передовой сенсорной системой в носовой части вертолета, усовершенствованной кабиной управления и программным обеспечением для улучшения ситуационной осведомленности, тремя полноцветными многофункциональными дисплеями, обновленной и переработанной электропроводкой. Улучшения живучести вертолёта включают баллистическое бронирование пола и систему предупреждения о ракетном нападении CMWS (Common Missile Warning System). Вертолёт имеет большую ситуационную осведомленность чем предшественник, цифровую связь между кабинами, будущие обновления электронных систем HELLFIRE, переработанную электропроводку, систему мониторинга работоспособности и использования ресурсов (HUMS) и улучшенную функциональность вооружения через новый цифровой интерфейс. OH-58F оснащен двигателем Rolls-Royce 250-C30R3 мощностью 650 л. с. (480 кВт) с двухканальной резервированной цифровой системой контроля с полной ответственностью для повышенной безопасности силовой установки. Усовершенствованный двигатель Rolls-Royce 250 (ранее Allison Model 250) дает пророст мощности на 12%.
В октябре 2012 года был произведен первый предсерийный OH-58F. OH-58F Kiowa Warrior знаменует собой первый случай в армейской авиации, когда армия, а не промышленный производитель, взяла на себя роль системного интегратора, контролирующим разработку, интеграцию и производство, что снизило затраты на производственные операции. Вертолёт имеет массу 1630 кг, что на  24 кг  ниже заявленной при проектировании, и примерно на  91 кг  легче, чем OH-58D. Экономия веса объясняется установкой более совершенного электрооборудования и датчиками. Первый серийный вертолёт был произведен в январе 2013 года, и он был передан армии к концу этого же  года. Мелкосерийное производство должно было начаться в марте 2015 года, а первая оперативная эскадрилья должна была быть полностью укомплектована к 2016 году. Армия должна была купить в общем 368 единиц OH-58F, а старые варианты OH-58 должны были быть модернизированы. Первый полет OH-58F состоялся 26 апреля 2013 года на территории Редстоунского арсенала.
В итоге Армия решила снять с вооружения Kiowa Warrior и прекратить модернизацию вертолётов армейской разведки по программе CASUP. Программы CASUP и SLEP оценивались в 3 и 7 миллиардов долларов соответственно. OH-58D мог выполнять 20% требований армейского командования к миссиям по вооруженной воздушной разведке, модернизация «Кайовы» до версии OH-58F увеличила этот показатель до 50 процентов. Замена «Кайовы» на «Апач» и беспилотные летательные аппараты в роли разведчиков покрыла 80 процентов требований предъявляемых для разведывательных миссий. В начале 2014 года компания Bell получила распоряжение о прекращении работ по программе CASUP для всех вертолётов «Кайова».

### OH-58F Block II
14 апреля 2011 года компания Bell подняла в воздух вертолёт в варианте OH-58F Block II, построенный для участия в программе по созданию вооруженного воздушного разведчика  (Armed Aerial Scout - AAS). Этот вариант вертолёта был основан на модели F, с заменой турбовального двигателя на модель Honeywell HTS900, трансмиссией и несущим винтом от Bell 407, а также хвостовым оперением и рулевым винтом от Bell 427. Фирма производитель начала проводить демонстрационные полеты в октябре 2012 года. Однако, в конце  2013 года, в свете сокращений оборонного бюджета было решено, что стоимость в 16 миллиардов долларов на покупку новых вооруженных разведывательных вертолетов слишком велика, и программа по производству OH-58F Block II была закрыта.

## Операторы

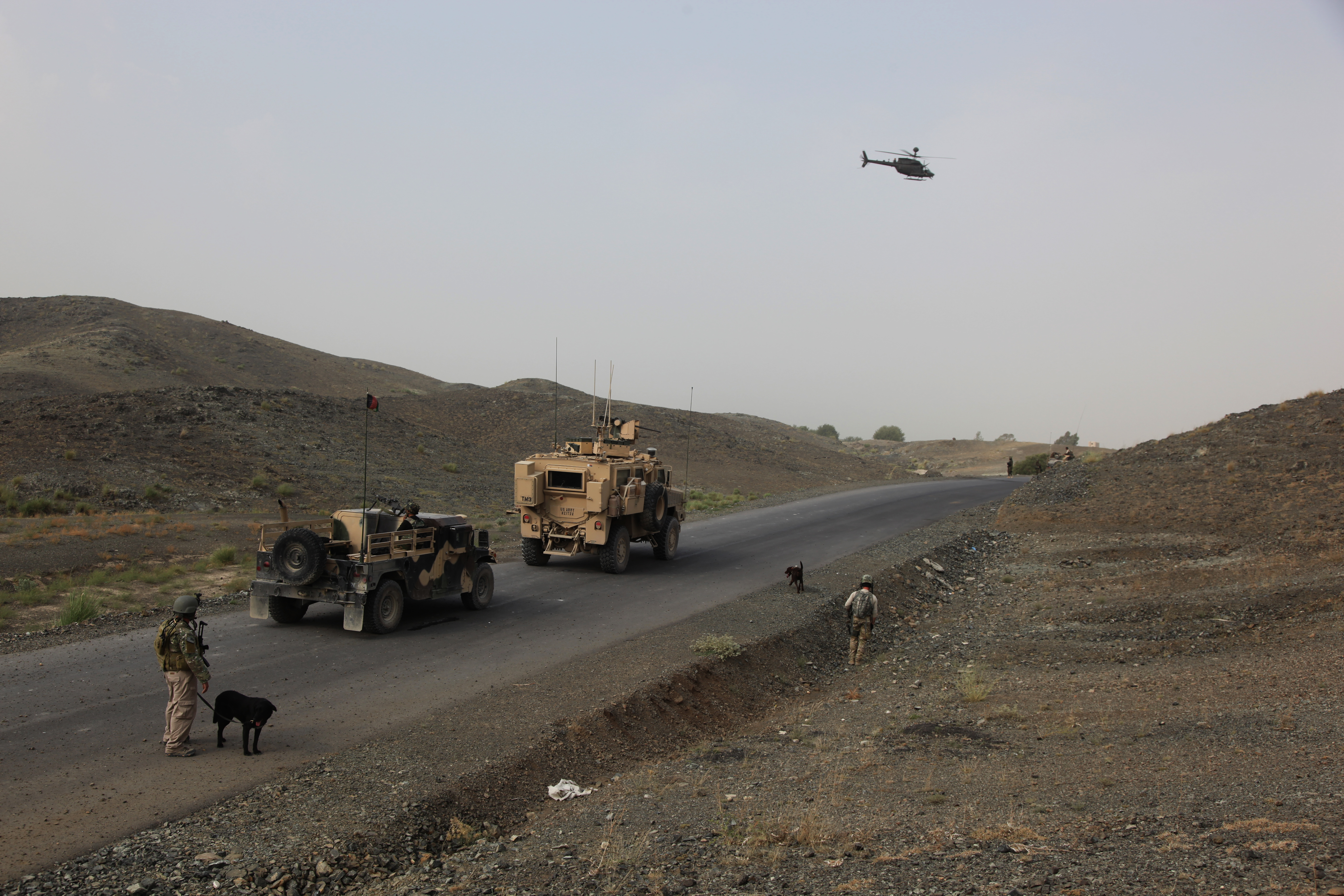
OH-58D Американской армии обеспечивает прикрытие сапёров, занятых поиском самодельных взрывных устройств в провинции Хост, на юго-востоке Афганистана в 2009 году

### Бывшие операторы
Австралия 
- Армия Австралии — 56 OH-58A, по состоянию на 2013 год. Были заменены на разведывательно-ударные вертолёты Eurocopter Tiger ARH[78].

 США 
- Армия США — 200 OH-58D, 44 OH-58A и 3 OH-58C, по состоянию на 2016 год[79] С мая 2014 года Армия США и Национальная гвардия США начали поэтапный вывод из эксплуатации и списание всех модификаций OH-58. Последний вылет данного типа вертолёта был совершён 19 сентября 2017 года[80].

 Канада
- Вооруженные силы Канады[81]

### Текущие операторы
Австрия 
- ВВС Австрии — 10 OH-58B по состоянию на 2024 год[82].

 Доминиканская Республика 
- ВВС Доминиканской Республики— 9 OH-58 (CH-136), 4 OH-58A и 4 OH-58C, по состоянию на 2016 год[83].

 Греция
- Сухопутные войска Греции — 60 OH-58D по состоянию на 2024 год[84].

 Израиль 
- ВВС Израиля— 12 OH-58B, по состоянию на 2016 год[85].

 Колумбия 

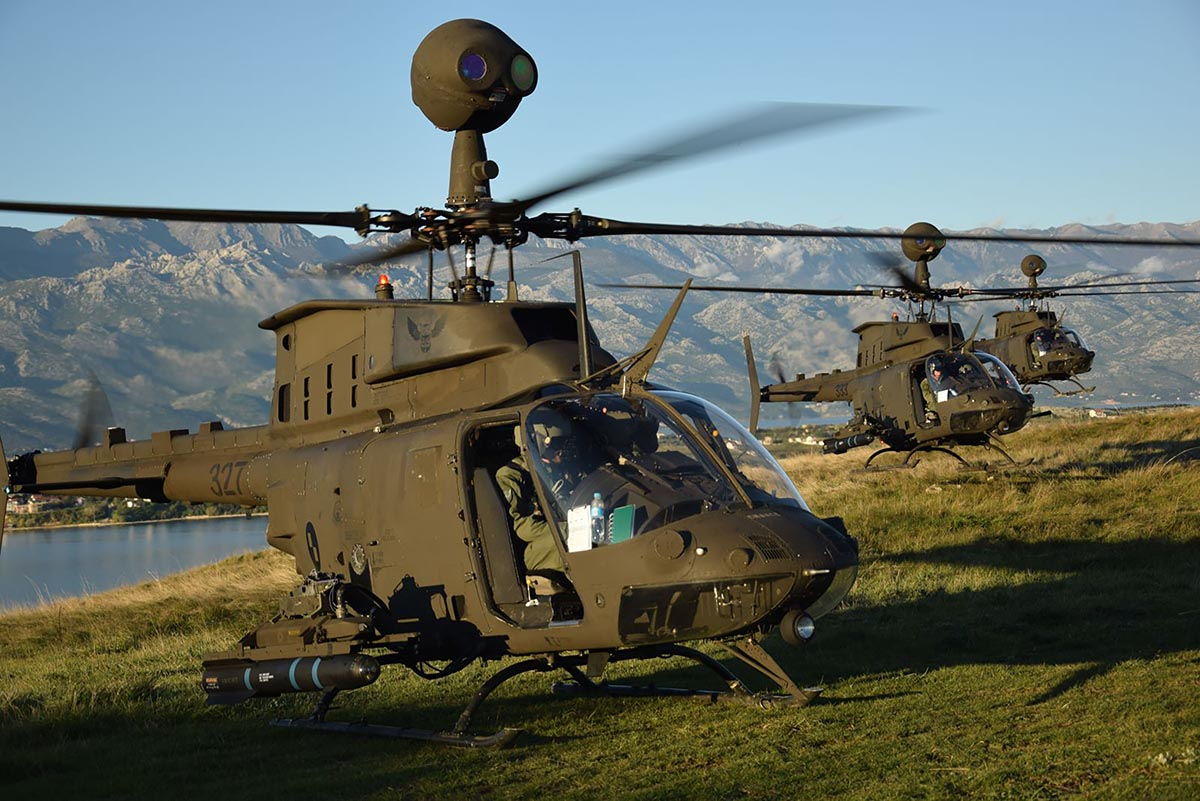
Несколько OH-58D ВВС Хорватии в 2019 году

- Несколько OH-58D ВВС Хорватии в 2019 годуВВС Колумбии — 22 OH-58, по состоянию на 2016 год[86].

 Китайская Республика 
- Сухопутные войска Китайской Республики — 38 OH-58D, по состоянию на 2016 год[87].

 Турция 
- Сухопутные войска Турции— 3 OH-58B, по состоянию на 2016 год[88].

 Ирак 
- Сухопутные войска Ирака— 10 OH-58C, по состоянию на 2016 год[89][90].

 Хорватия
- ВВС Хорватии— 15 OH-58D по состоянию на 2024 год[91]. Хорватия в 2016 году приобрела у США 16 вертолётов OH-58D из числа выведенных из эксплуатации армией[92].

## В популярной культуре
OH-58 появляется в фильме «Огненные Птицы». 
На «Кайове» можно «полетать» в симуляторах Digital Combat Simulator | DCS World, Operation Flashpoint, Gunship 2000,War Thunder, Jane's Longbow 2, Enemy Engaged mod EECH 1.16.
В 9-м сезоне сериала «Ходячие мертвецы» на OH-58 неизвестные эвакуируют Джадис/Энн вместе с раненым Риком Граймсом.

## Тактико-технические характеристики
Технические характеристики
- Экипаж: 2 человека
- Длина:
- Диаметр несущего винта: 10,67 м
- Высота:
- Масса пустого: 1490 кг
- Максимальная взлётная масса: 2495 кг
- Силовая установка: 2 × Роллс-Ройс T703-AD-700A или 250-C30R/3
- Мощность двигателей: 2 × 660 л. с. или 400 л. с.

Лётные характеристики
- Максимальная скорость: 222 км/ч
- Крейсерская скорость: 195 км/ч
- Перегоночная дальность: 556 км
- Динамический потолок: 6250 м
- Скороподъёмность: 469 м/мин

Вооружение
- Стрелково-пушечное: GAU-19
- Точки подвески: 4
- Управляемые ракеты: AGM-114 Hellfire, FIM-92 Stinger
- Неуправляемые ракеты: Hydra 70